# Pelo malo, cheveux rebelles
Pour plus de détails, voir Fiche technique et Distribution.
Pelo malo, cheveux rebelles (Pelo malo) est un film vénézuélien réalisé par Mariana Rondón, sorti en 2013.

## Synopsis
À Caracas, un jeune garçon aux cheveux frisés veut avoir les cheveux lisses, ce qui déclenche autour de lui une vague d'homophobie.

## Fiche technique
- Titre : Pelo malo, cheveux rebelles
- Titre original : Pelo malo
- Réalisation : Mariana Rondón
- Scénario : Mariana Rondón
- Musique : Camilo Froideval
- Photographie : Micaela Cajahuaringa
- Montage : Yovanny Leal et Marité Ugas
- Production : Marité Ugas
- Société de production : Artefactos S.F, Hanfgarn & Ufer Film und TV Produktion, Imagen Latina, La Sociedad Post et Sudaca Films
- Société de distribution : Pyramide Distribution (France) et Cinema Tropical (États-Unis)
- Pays :  Venezuela,  Pérou,  Argentine et  Allemagne
- Genre : Drame
- Durée : 93 minutes
- Dates de sortie : 
  -  Canada : 7 septembre 2013 (Festival international du film de Toronto)
  -  France : 2 avril 2014

## Distribution
- Samuel Lange Zambrano : Junior
- Samantha Castillo : Marta
- Beto Benites : le chef
- Nelly Ramos : Carmen
- Marí Emilia Sulbarán : la fille
- Martha Estrada : Perla

## Accueil
Le film a reçu un accueil favorable de la critique. Il obtient un score moyen de 74 % sur Metacritic.